# Assembleia
Uma assembleia é o conjunto de representantes de uma comunidade que possuem poderes de legislação. É sinónimo de uma democracia participativa tendo em conta que toda a comunidade tem a possibilidade de participação.